# Tartaranhão-caçador

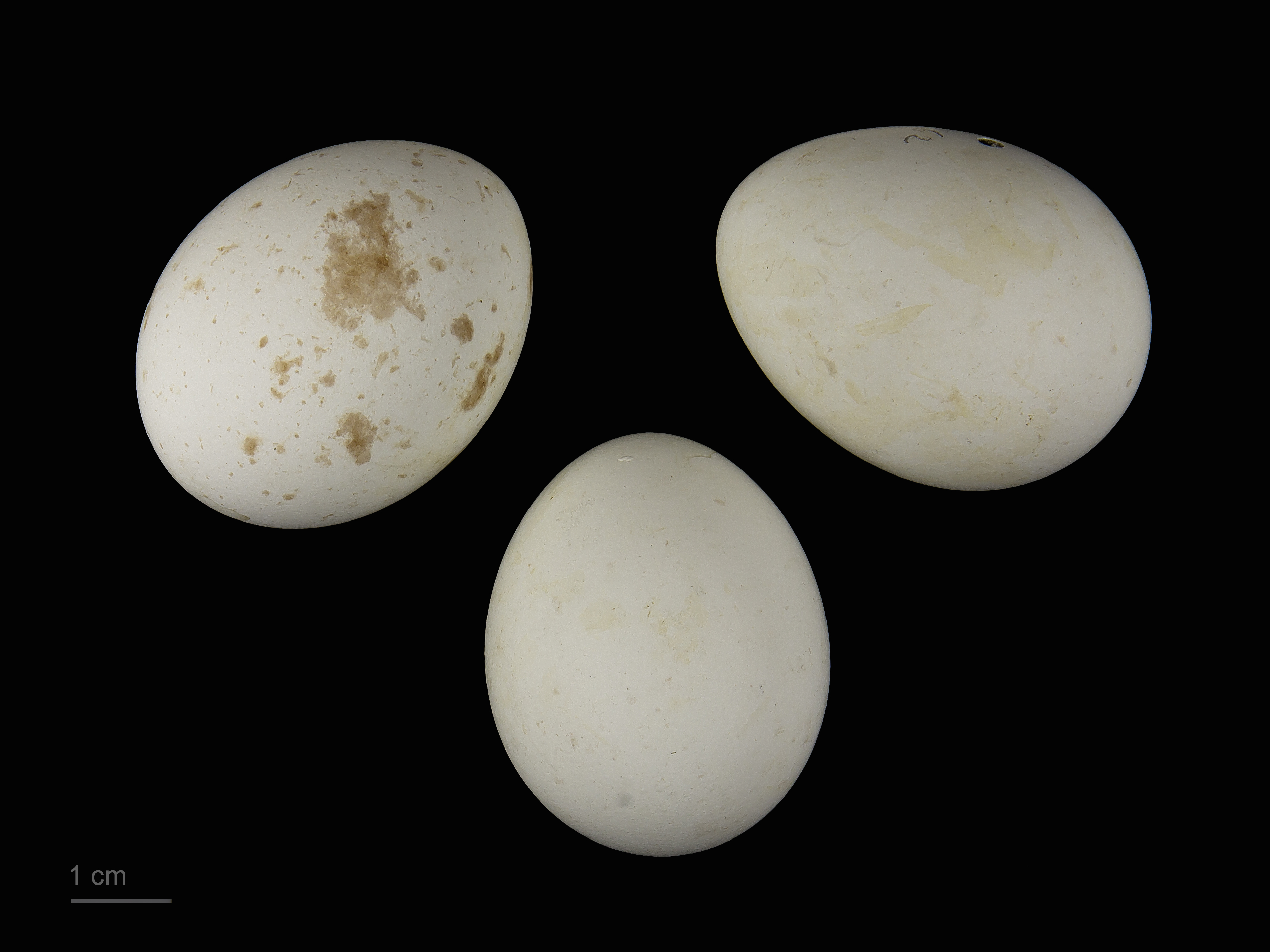
Circus pygargus - MHNT

Tartaranhão-caçador ou águia-caçadeira (Circus pygargus) é uma ave pertencente à família Accipitridae.
É uma espécie migratória que hiberna em África e está presente em Portugal durante a Primavera e o Verão. Os seus ninhos são construídos no chão, muitas vezes no meio das searas, sendo frequentemente destruídos por máquinas debulhadoras durante o mês de Junho. Em alguns países, por exemplo, nos Países Baixos, depois do tartaranhão-caçador ter praticamente desaparecido do país nos anos 80, mudanças ao nível da intensidade agrícola permitiram uma rápida recuperação da espécie chegando a ser razoavelmente comum nas zonas rurais. Um dos grandes problemas entravando a plena recuperação da espécie na Europa parece ser a caça que lhe é movida durante a migração por caçadores das zonas circundantes ao Mediterrâneo.
O tartaranhão-caçador prefere uma dieta de rato silvestre ou camponês (Microtus arvalis), sendo que à falta deste o substitui essencialmente por lebre (Lepus europaeus), laverca (Alauda arvensis) e alvéola-amarela (Motacilla flava).

## Subespécies
A espécie é monotípica (não são reconhecidas subespécies).